# Guêpier à gorge bleue
Merops viridis
Espèce
Statut de conservation UICN

 LC  : Préoccupation mineure
Le Guêpier à gorge bleue (Merops viridis) est une espèce d'oiseaux de la famille des Meropidae.

## Répartition
Cet oiseau vit dans le sud de la Chine et en Asie du Sud-Est.

## Sous-espèces
D'après Alan P. Peterson, 2 sous-espèces ont été décrites :
- Merops viridis americanus Statius Muller 1776 ;
- Merops viridis viridis Linnaeus 1758.